# Daviscupový tým Alžírska
Daviscupový tým Alžírska reprezentuje Alžírsko v Davisově poháru od roku 1977 pod vedením národního tenisového svazu Fédération Algerienne de Tennis.
Družstvo nikdy nepostoupilo do 16členné Světové skupiny, hrané v období 1981–2018. Nejlepším výsledkem jsou druhá kola ve II. skupině euroafrické zóny v letech 2004, 2006 a 2008.

## Složení týmu 2019
- Youcef Rihane
- Samir Hanza Reguig
- Nazim Makhlouf
- Mohamed Hassan